# Pauropsylla globuli
Pauropsylla globuli är en insektsart som beskrevs av Jean-Jacques Kieffer 1905. Pauropsylla globuli ingår i släktet Pauropsylla och familjen spetsbladloppor. Inga underarter finns listade i Catalogue of Life.